# Сквилаче Лидо (Катанцаро)
Сквилаче Лидо је насеље у Италији у округу Катанцаро, региону Калабрија.
Према процени из 2011. у насељу је живело 1278 становника. Насеље се налази на надморској висини од 6 м.